# اسلنک
اسلنک (انگلیسی: Slank) که نوجوانانی در خیابانی در جاکارتا در سال ۱۹۸۳ آن را بنا نهادند، امروزه بزرگ‌ترین گروه راک اندونزی است.